# Haeundae I Park Marina
 (janvier 2020).
Pour les articles homonymes, voir Marina.
Haeundae I Park Marina est un complexe de quatre gratte-ciel situés à Busan en Corée du Sud. La plus haute s'élève à 292 mètres. 